# Y'a ben du changement
Albums de La Bottine souriante
Les Épousailles
(1981)
Y'a ben du changement est le tout premier album du groupe québécois «La Bottine souriante», sorti en 1978.

## Liste des pistes
| No  | Titre                                          | Durée |
| --- | ---------------------------------------------- | ----- |
| 1.  | Sur la montagne du loup / Le reel à Zellus     |       |
| 2.  | Trinque l'amourette                            |       |
| 3.  | La ronfleuse Gobeil                            |       |
| 4.  | Pinci-Pincette                                 |       |
| 5.  | Y a ben du changement                          |       |
| 6.  | 2033 (Le Manifeste d'un vieux chasseur d'oies) |       |
| 7.  | La banqueroute                                 |       |
| 8.  | Reel des ouvriers                              |       |
| 9.  | L'ivrogne                                      |       |
| 10. | Sur la grande côte                             |       |
| 11. | La tuque rouge                                 |       |
| 12. | Reel à bouche acadien                          |       |